# 깔때기

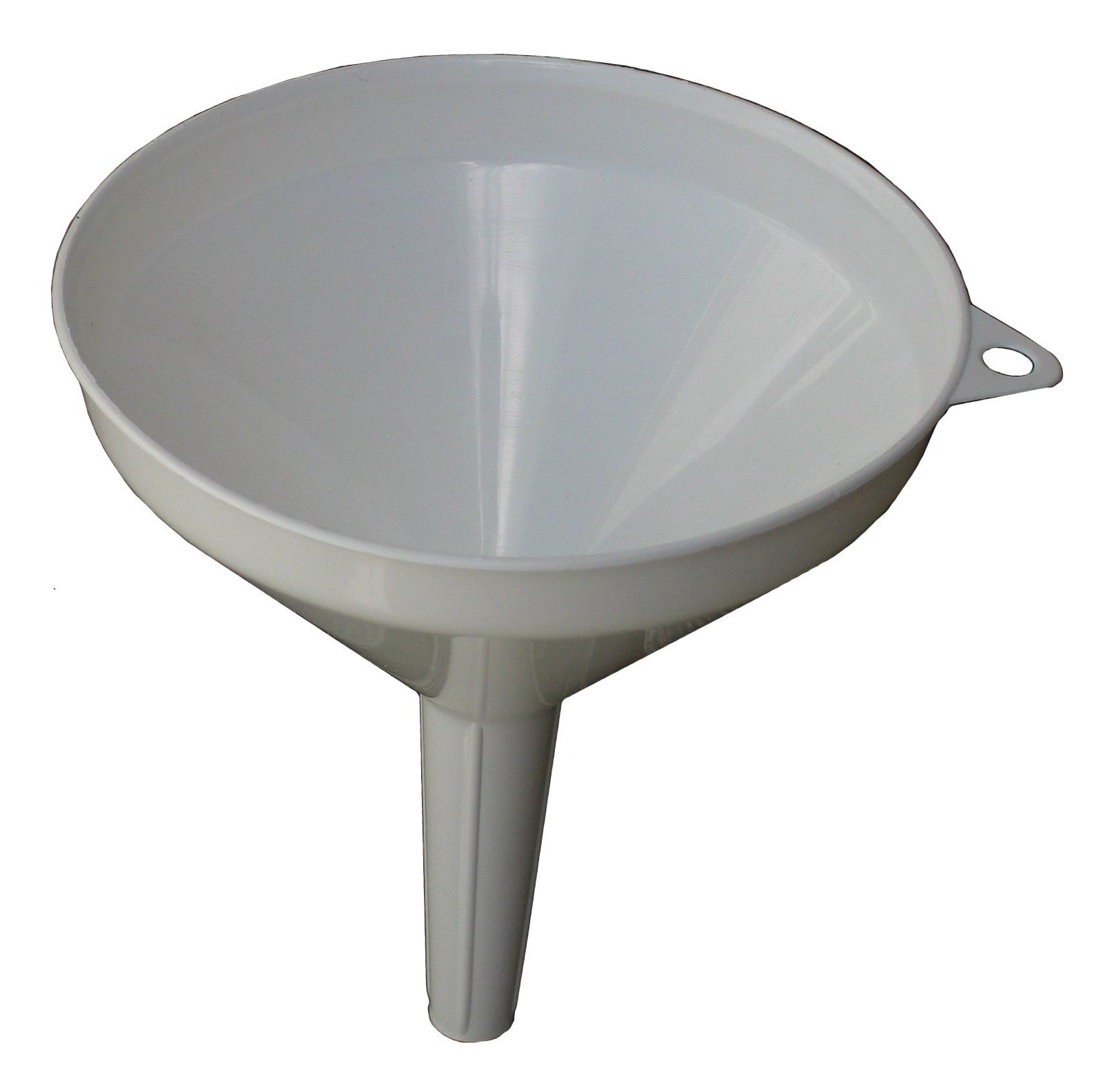
조리용 깔때기.

깔때기(영어: funnel)는 윗 부분은 넓고 아랫 부분은 좁은 원뿔 모양의 도구로, 한 용기에서 다른 용기로 액체나 가루(powder)를 옮기기 위해 사용한다. 유리나 플라스틱, 스테인리스강 등의 재료로 만든다.
과학 실험에 사용하는 깔때기에는 밸브 등이 있어 액체의 흐름을 제어하기도 하며 거름종이 등을 이용하여 불순물을 여과하는데 사용되기도 한다.

## 사진

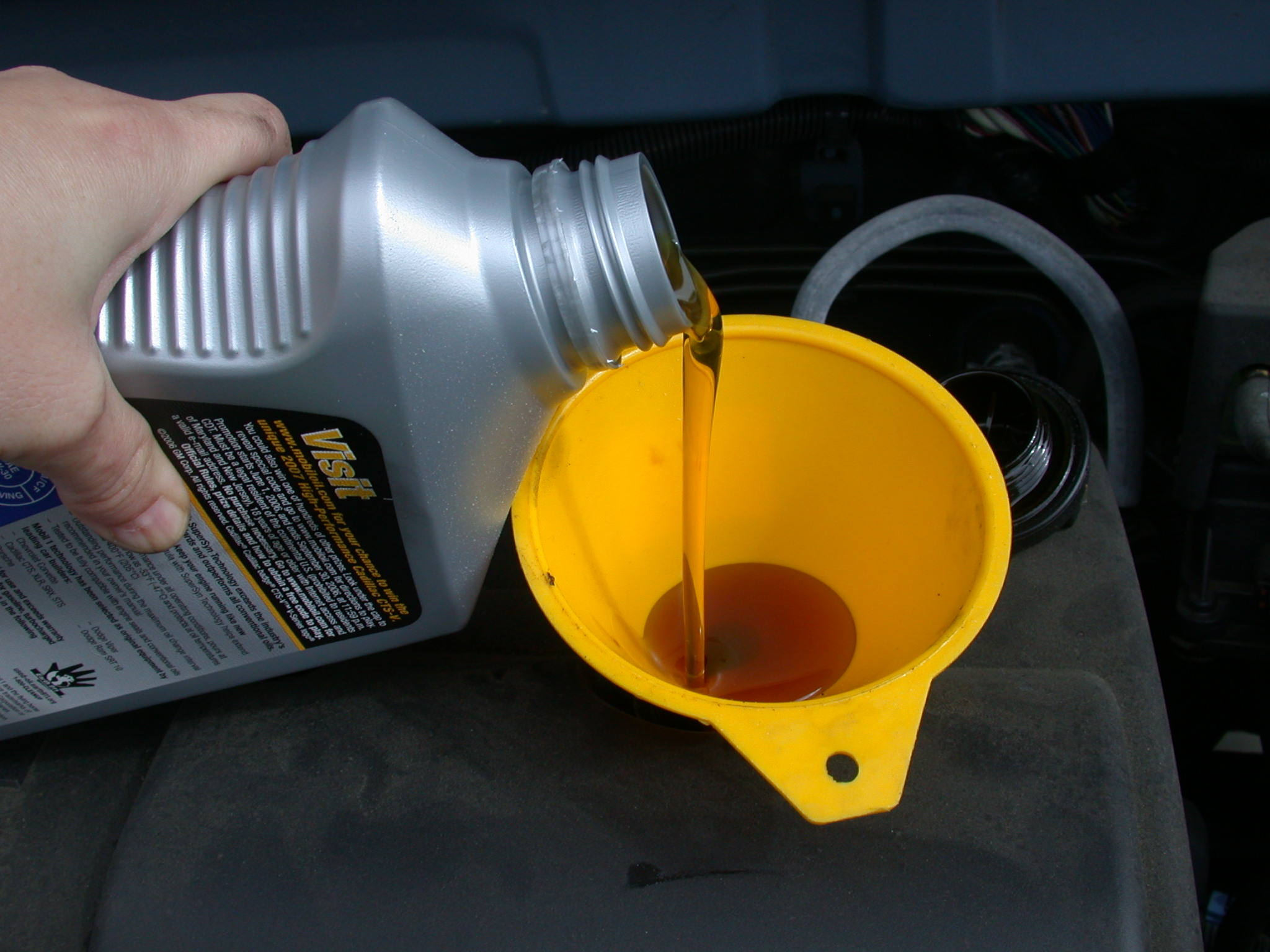
깔때기를 이용하여 엔진오일을 붓고 있는 모습